# Acomayo (tỉnh)
Tỉnh Acomayo (tiếng Tây Ban Nha: Provincia de Acomayo) là một tỉnh thuộc vùng Cusco của Peru. Tỉnh Acomayo có diện tích 948 km², dân số thời điểm theo điều tra dân số ngày 11 tháng 7 năm 1993 là 28906 người. Tỉnh lỵ đóng ở Acomayo.

## Huyện
Tỉnh có các huyện sau, huyện lỵ nằm trong ngoặc:
- Acomayo (Acomayo)
- Acopia (Acopia)
- Acos (Acos)
- Mosoc Llacta (Mosoc Llacta)
- Pomacanchi (Pomacanchi)
- Rondocan (Rondocan)
- Sangarará (Sangarará)